# 시오타촌 (이바라키현)
시오타촌(塩田村)은 이바라키현 나카군에 일찍이 존재했던 촌이다.

## 지리
- 현재의 히타치오미야시 북부에 해당한다.
- 촌 지역에는 구지강의 지류가 흐르고 있다.
- 촌의 대부분은 산지로 이루어져 있다.

## 역사
- 1889년 4월 1일 - 정촌제 시행에 의해 나카군 시오타촌이 성립하였다.
- 1955년 7월 1일 - 시정촌 합병에 의해 소멸하였다.
  - 니시시오고, 기타시오고, 데루다의 일부는 오미야정에 편입되었다.
  - 오키다, 나가사와, 데루다의 일부는 야마카타정에 편입되었다.
- 1958년 - 야마카타정의 일부가 오이먀정에 편입되었다.
- 2004년 10월 16일 - 야마가타정, 미와촌, 오가와촌, 히가시이바라키군 고젠야마촌과 합병해 히타치오미야시가 되어 폐지하였다.

## 인구
| 1889년 | 1,914 |
| 1891년 | 2,003 |
| 1920년 | 2,211 |
| 1935년 | 2,389 |
| 1950년 | 3,082 |

## 참고문헌
- 大宮町史編さん委員会編 『大宮町史』、大宮町、1977年
- 角川日本地名大辞典編纂委員会『가도카와 일본 지명 대사전 8 茨城県』、가도카와 쇼텐、1983年 ISBN 4040010809